# Цяо Гуаньхуа
Цяо Гуаньхуа (кит.: 乔冠华) (28 березня 1913 — 22 вересня 1983) — китайський державний діяч, дипломат.

## Біографія
Народився 28 березня 1913 року в місті Яньчен, провінція Цзянсу, Китай. Закінчив Університет Цінхуа, філософський факультет. Доктор філософських наук.
З 1939 — член Комуністичної партії Китаю.
З 1974 по 1976 — міністр закордонних справ КНР.
22 вересня 1983 — помер від хвороби в Пекіні.